# Sadieville
Sadieville é uma cidade localizada no estado americano de Kentucky, no Condado de Scott.

## Demografia
Segundo o censo americano de 2000, a sua população era de 263 habitantes.
Em 2006, foi estimada uma população de 304, um aumento de 41 (15.6%).

## Geografia
De acordo com o United States Census Bureau tem uma área de
1,8 km², dos quais 1,8 km² cobertos por terra e 0,0 km² cobertos por água. Sadieville localiza-se a aproximadamente 254 m acima do nível do mar.

## Localidades na vizinhança
O diagrama seguinte representa as localidades num raio de 24 km ao redor de Sadieville.